# Окаґава Еміко
Окаґава Еміко (нар. 26 грудня 1964) — колишня японська тенісистка.
Найвищу одиночну позицію світового рейтингу — 120 місце досягла 11 травня 1987, парну — 138 місце — 5 червня 1989 року.
Найвищим досягненням на турнірах Великого шолома було 3 коло в одиночному розряді.

## Фінали ITF
| Легенда         |
| --------------- |
| турніри $25,000 |
| турніри $10,000 |

### Одиночний розряд (3–2)
| Результат | Ранг | Дата              | Турнір               | Покриття | Суперниця     | Рахунок       |
| --------- | ---- | ----------------- | -------------------- | -------- | ------------- | ------------- |
| Перемога  | 1.   | 11 жовтня 1987    | Кофу, Японія         | Тверде   | Хіракі Ріка   | 6–2, 2–6, 6–1 |
| Поразка   | 2.   | 22 жовтня 1988    | Куросіо, Японія      | Тверде   | Міяуті Місумі | 4–6, 3–6      |
| Поразка   | 3.   | 25 червня 1989    | Мадейра, Португалія  | Тверде   | Акіко Гуден   | 2–6, 5–7      |
| Перемога  | 2.   | 19 листопада 1989 | Кіото, Японія        | Тверде   | Анніка Нарбе  | 6–3, 6–1      |
| Перемога  | 3.   | 8 червня 1992     | Олівейра, Португалія | Тверде   | Карин Лушниць | 6–2, 6–0      |

### Парний розряд (2–0)
| Результат | Ранг | Дата              | Турнір             | Покриття | Партнерка      | Суперниці                      | Рахунок       |
| --------- | ---- | ----------------- | ------------------ | -------- | -------------- | ------------------------------ | ------------- |
| Перемога  | 1.   | 13 листопада 1989 | Кіото, Японія      | Тверде   | Наоко Сато     | Хіросе Аяко Мідзокуті Мікі     | 1–6, 6–2, 6–1 |
| Перемога  | 2.   | 22 червня 1992    | Лейрія, Португалія | Тверде   | Ямаґісі Йоріко | Мотідзукі Хіроко Нансі ван Ерп | 6–2, 7–5      |